# Cuthona hamanni
Cuthona hamanni is een slakkensoort uit de familie van de Cuthonidae. De wetenschappelijke naam van de soort is voor het eerst geldig gepubliceerd in 1987 door Behrens.